# Bioul
Bioul (Waals: Biou) is een plaats in de Belgische provincie Namen en een deelgemeente van de gemeente Anhée. Tot 1 januari 1977 was het een zelfstandige gemeente.

## Demografische ontwikkeling
- Bronnen:NIS, Opm:1831 tot en met 1970=volkstellingen, 1976= inwoneraantal op 31 december

## Sport
Voetbalclub RFC Bioul 81 is aangesloten bij de Belgische Voetbalbond en speelde een jaar in de nationale reeksen.

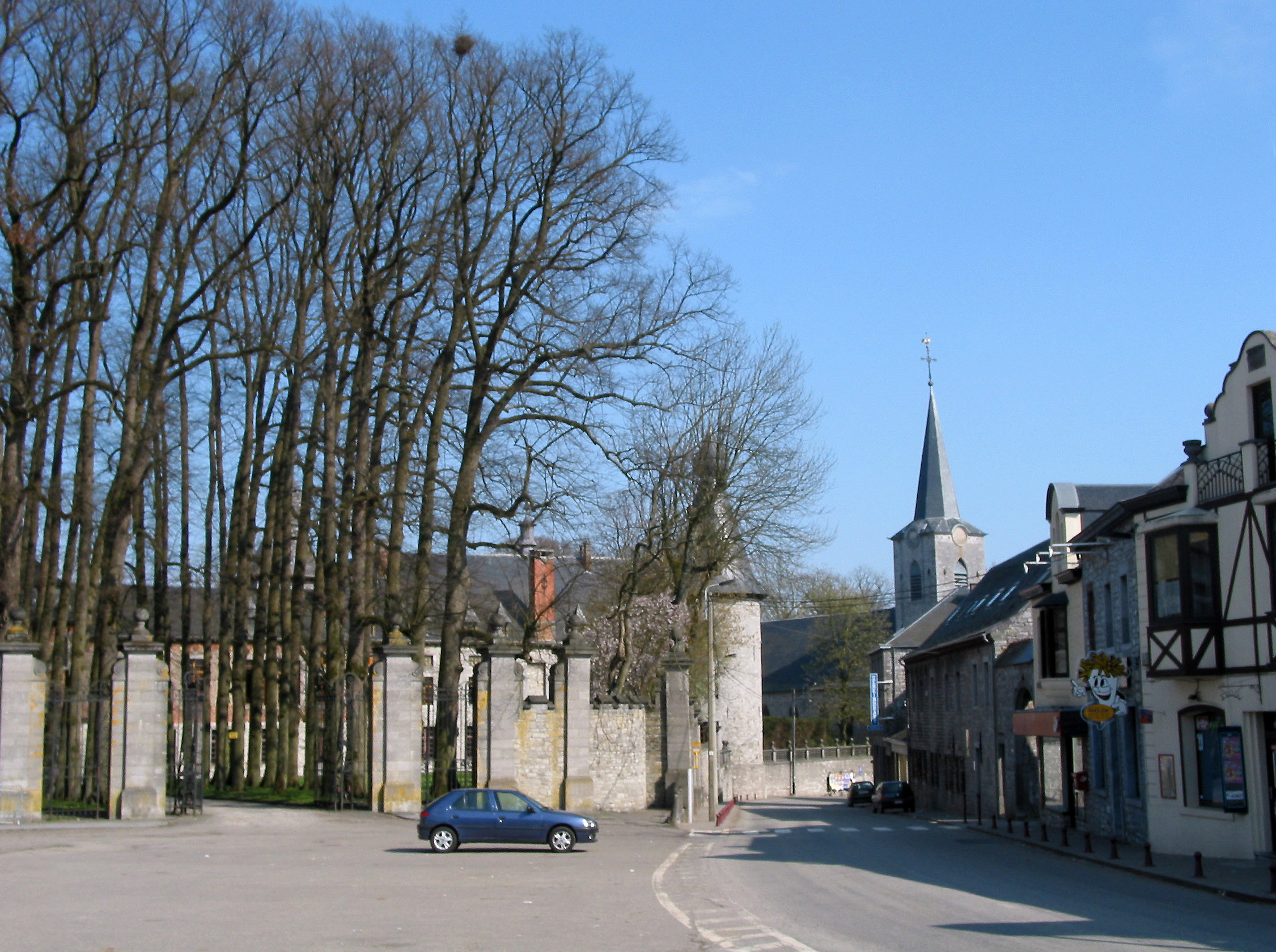
Dorpscentrum met het kasteel van Bioul en kerk

Deelgemeenten: Anhée · Annevoie-Rouillon · Bioul · Denée · Haut-le-Wastia · Sosoye · Warnant

Overige dorpen en gehuchten: Maredret · Maredsous · Salet

Belgische gemeenten · arrondissement Dinant · provincie Namen · Wallonië